# صموئيل لي
صموئيل لي (بالإنجليزية: Samuel Lee)‏ (1783 - 1852 م) هو مستشرق ولغوي إنكليزي. كان أستاذ اللغة العربية ومن ثم اللغة العبرية في كامبريدج. ساعد صموئيل لي في وضع أول قاموس للغة الماورية حيث بنى على عمل المبشر توماس كيندل من جمعية تبشير الكنيسة التابعة لكنيسة إنجلترا وكل من زعيم الماوري هونغي هيكا والزعيم تيتور الذي قاد قبيلة نغابوهي.
أوكلت إليه «جمعية ترقية المعارف المسيحية» Church Missionary Society مهمة تصحيح نقل «الكتاب المقدس» إلى اللغة العربية.
ومن آثاره: أسفار ابن بطوطة، نقلا عن مخطوط عربي (لندن 1829 م).